# Anuario de Letras
Anuario de Letras. Lingüística y Filología es una revista científica semestral y de acceso abierto dedicada al campo de la lingüística hispánica. Su edición corre a cargo del Centro de Lingüística Hispánica "Juan M. Lope Blanch", asociado al Instituto de Investigaciones Filológicas (IIFL) de la Universidad Nacional Autónoma de México (UNAM). Su director actual es Ramón Zacarías Ponce de León.

## Historia
La revista fue fundada en 1961 a instancias de Francisco Larroyo, entonces director de la Facultad de Filosofía y Letras (FFyL) de la UNAM, y Juan Miguel Lope Blanch. La FFyL se encargó de la publicación hasta 1968, cuando el recién fundado Centro de Lingüística Hispánica se incorporó como entidad coeditora. Juan M. Lope Blanch fungió como director de la revista entre 1961 y 2002, año de su fallecimiento. A partir de entonces, la revista fue legada al CLH y Elizabeth Luna Traill asumió su dirección. La circulación de la revista se interrumpió tras la aparición del volumen 46 (2008) y se reanudó en 2013, cuando se inauguró la segunda época de la revista. Entre el 2020 y el 2024 la dirección de la revista estuvo a cargo de María Ángeles Soler Arechalde. El actual director es Ramón Zacarías Ponce de León. 
Durante su primera época (1961-2008), y como su nombre lo indica, la periodicidad de la revista fue anual e incorporó dentro de su alcance temas de crítica literaria e historiografía de la literatura en español, aunque la lingüística hispánica se mantuvo como su materia principal. A partir de su segunda época (2013), su enfoque es exclusivamente lingüístico y su periodicidad es semestral.

## Indexación
La revista se encuentra indexada en los siguientes servicios: SciELO México, Latindex, Dialnet, MIAR, HAPI, Lingmex, MLA y EBSCO.